# 저체온증
저체온증(低體溫症, 영어: hypothermia)은 사람의 체온이 35°C 이하로 떨어지고 정상 체온을 유지하지 못하는 증세를 말한다. 체온이 떨어지면 신진대사(영어: Body Metabolism)가 원활하지 못해 신체 기능에 제한을 받게 되며, 혈압이 급격히 떨어진다. 더 심하면 사망할 수 있다. 저체온증으로 인한 사망의 주요 원인은 심실 잔떨림이다.

## 증상
- 35~ 33°C

온 몸에 심한 경련이 일어나고 신체 기능이 저하되며, 말을 정확히 할 수 없다. 또 걸을 때에는 비틀거리며 걷고 판단력 저하와 건망증이 나타난다.
- 33~ 31°C

온몸의 근육이 경직되고 극도의 피로감을 느끼며 건망증, 기억 상실, 환각증세가 나타난다. 지속되면 더 이상 경련이 일어나지 않는다.
- 31~ 26°C

심장 박동이 일정하지 못하며 의식 불명이 된다.
- 26°C 이하

심장 박동이 느려지고 호흡이 조절되지 못하며 부종, 폐 출혈 등이 생긴다. 지속될 경우 사망할 수 있다.

## 처치
만일 저체온증에 걸린 경우 물에 젖은 옷을 입고 있다면 신속히 마른 옷으로 갈아입어야 하며, 더 이상 체온이 떨어지지 않도록 몸을 담요 등으로 감싼 뒤 따뜻한 물이나 설탕물 등을 마시면 빠르게 회복된다. 빠른 시간내에 체온이 오르도록 해야 한다. 보통 38-40도의 물에 넣어 체온을 올리는 정도가 가장 좋다. 환자가 의식 불명 상태인 경우에는 가능한 한 빨리 병원으로 옮겨야 하며, 환자가 스스로 호흡을 하지 못한다면 심폐소생술 등의 응급 처치를 한 후 병원으로 옮기는 것이 좋다.

## 같이 보기
- 저나트륨혈증
- 대사 증후군(메터볼릭 신드롬)
- 열사병
- 윌슨 체온증(영어판)
- 복부비만
- 내장지방
- 동상, 동창, 참호족